# Atherina hepsetus
Atherina hepsetus nota in italiano come latterino sardaro è un piccolo pesce di mare e di acqua salmastra appartenente alla famiglia Atherinidae.

## Distribuzione e habitat
È una specie quasi endemica del mar Mediterraneo dato che si spinge solo lungo le coste marocchine e spagnole immediatamente adiacenti allo stretto di Gibilterra dove peraltro è rara e nella parte occidentale del mar Nero.

Questa specie predilige l'acqua salata molto più della congenere Atherina boyeri e si ritrova solo raramente in lagune e foci; frequenta abitualmente coste rocciose, spesso a picco e si può ritrovare anche relativamente lontano dalla costa.

## Descrizione
Molto simile al congenere Atherina boyeri da cui si distingue per il muso lungo (almeno quanto il diametro dell'occhio), per il corpo più sottile e per la linea colorata posta sopra la fascia scura sui fianchi, che è di colore blu vivo (carattere che può essere assente da alcuni individui).

Raggiunge dimensioni maggiori, sempre relativamente s'intende, fino a 15 cm.

## Alimentazione
A base di plancton e piccoli crostacei.

## Biologia
Simili a quelle del congenere.

## Pesca e uso in cucina

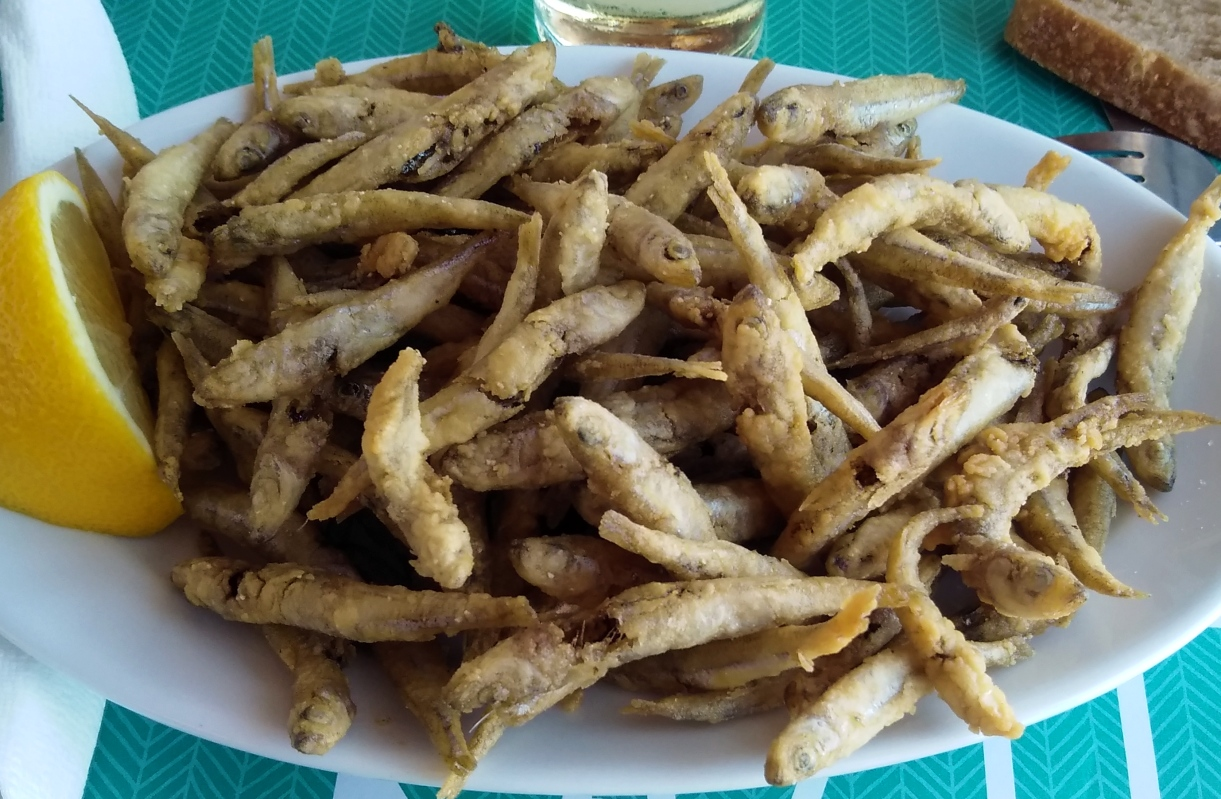
Latterini fritti

Si cattura occasionalmente con reti e lenze, si presta alla preparazione di fritture, da solo o come componente del fritto misto di pesce.
Classificata come pesce povero, ha carne apprezzabilmente buona, dal sapore leggermente amaro e contiene una notevole quantità di calcio (poco meno di un grammo di calcio ogni etto di pesce), oltre a fosforo e vitamina A.